# Katlenburg-Lindau
Katlenburg-Lindau är en kommun i Landkreis Northeim i förbundslandet Niedersachsen i Tyskland.
Kommunen bildades 1 mars 1974 genom en sammanslagning av de tidigare kommunerna Katlenburg-Duhm, Lindau, Gillersheim, Berka, Elvershausen, Wachenhausen och Suterode.